# Madagasgavrana albipes
Madagasgavrana albipes är en stekelart som beskrevs av Heinrich 1938. Madagasgavrana albipes ingår i släktet Madagasgavrana och familjen brokparasitsteklar. Inga underarter finns listade i Catalogue of Life.